# Учоглан
Учоглан (азерб. Üçoğlan) — село в Агдамском районе Азербайджана.
В районе села располагаются ряд древних исторических памятников:
1. Населённые пункты Баширтепе и Керимтепе, периода энеолит;
2. Кладбищный холм, курган и населенный пункт Бёюктепе, а также населённый пункт Гачайтепе и некрополь, относящиеся к бронзовому веку;
3. Населённый пункт Абыштепе — Средние века.

К северо-востоку от Учоглана находится населённый пункт Керимтепе, также относящийся к периоду энеолит.